# Moura
Moura es una ciudad portuguesa perteneciente al distrito de Beja, región del Alentejo y comunidad intermunicipal del Bajo Alentejo, con cerca de 9200 habitantes. 
Es sede de un municipio con 957,73 km² de área y 13 259 habitantes (2021), subdividido en 5 freguesias. El municipio limita al nordeste con el municipio de Mourão, al este con Barrancos, al este y al sur con España, al suroeste con Serpa, al oeste con Vidigueira y al noroeste con Portel y con Reguengos de Monsaraz.

## Demografía
| Gráfica de evolución demográfica de Moura entre 1849 y 2021 |
|                                                             |
| Datos según el nomenclátor publicado por el INE portugués.  |

## Freguesias
Las freguesias de Moura son las siguientes:
- Amareleja
- Moura (Santo Agostinho e São João Baptista) e Santo Amador
- Póvoa de São Miguel
- Safara e Santo Aleixo da Restauração
- Sobral da Adiça